# Il nuovo Trentino
Il nuovo Trentino (fino al 2022 Trentino) è un giornale della Provincia autonoma di Trento già di proprietà di GEDI Gruppo Editoriale e dal 2016 del Gruppo editoriale Athesia.

## Descrizione
Condivide alcune pagine con l'Alto Adige, della Provincia autonoma di Bolzano, con cui fino al 2002 formava la testata che si chiamava Alto Adige.

## Storia
Il quotidiano cartaceo Trentino nasce il 14 aprile 2002, dal cambio di nome della testata storica "Alto Adige, edizione di Trento", decisa dall'allora direttore Giampaolo Visetti. Il Trentino si può considerare dunque il continuatore di una storia editoriale cominciata con l'edizione trentina dell'Alto Adige il 21 marzo 1946. Nel corso della sua storia, l'edizione trentina del quotidiano bolzanino ha avuto diverse sottotitolazioni (cfr. "Giornali e giornalisti nel Trentino dal 1948 al 1998", a cura di Maria Garbari, Edizioni Pancheri, 1997).

### Cessazione pubblicazioni cartacee e rilancio
Il 15 gennaio 2021 la Società Editrice Tipografica Atesina ha annunciato, tramite il suo amministratore delegato Michl Ebner, che a partire dal 17 gennaio 2021 il Trentino cesserà le pubblicazioni cartacee e proseguirà solo online. La decisione ha riscosso ampie critiche nel mondo politico ed editoriale trentino, venendo meno con la scomparsa della storica testata un'importante voce della vita democratica locale.
Tuttavia, il 18 ottobre 2022, la testata (ribattezzata Il nuovo Trentino) riprende le pubblicazioni cartacee dal martedì alla domenica; la mossa viene letta come un tentativo di contrastare la concorrenza del nuovo quotidiano Il T, fondato da una cordata di imprenditori locali. Il 29 luglio 2023 Prima Comunicazione rende noto che Il nuovo Trentino cesserà nuovamente le pubblicazioni cartacee il 13 agosto 2023.

## Direttori
- Tullio Armani (1949-1950)
- Taulero Zulberti (1950-1955)
- Albino Cavazzani (1955-1976)
- Gianni Faustini (1976-1980)
- Mino Durand (1980-1983)
- Guido Trivelli (1983-1984)
- Luciano Ceschia (1984-1989)
- Ennio Simeone (1989-1993)
- Franco de Battaglia (1993-1997)
- Fabio Barbieri (1997-2000)
- Giampaolo Visetti (2000-2003)
- Tiziano Marson (2003 - 2009)
- Sergio Baraldi  (2009 - 2011)
- Alberto Faustini (2011 - 2019)
- Paolo Mantovan (2019-2021)